# Тимо Ангелов
Ефтим (Тимо) Ангелов, наречен Княза,, Димо, Царя, е български революционер, деец на Вътрешната македоно-одринска революционна организация.

## Биография
Ефтим Ангелов е роден в град Берковица през 1882 година. Той е един от основателите на Тайния революционен кръжок „Трайко Китанчев“ в Железарското училище в Самоков, където другарите му го наричат Тимо Княза и Ефтим Царя. Докато е там участва в подготовката на работилница за бомби, за нуждите на организацията, в която работи заедно с Велко Миков, Никола Дечев, Петър Юруков, Делчо Коцев, Душо Желев. През 1900 заминава като четник в Разложко. В 1901 година започва да фабрикува фалшиви сребърни монети, които са пласирани предимно от Александър Дюлгеров, брояч в Българската земеделска банка. Производството на фалшивите сребърни пари продължава около 18 месеца.
През 1903 година Тимо Ангелов е определен за войвода в Тиквешията. На 24 март 1903 няколко обединени чети начело, войводи на които са Христо Чернопеев, Коста Мазнейков (Радовишко), Никола Дечев (Велешко) и Тимо Ангелов (общо 190 души) заминават за Македония. Пресрещнати са от многоброен аскер в Кочанско и планината Плачковица и водят няколкодневни сражения. Четата на Ангелов не успява да пробие турската блокада и е принудена да се оттегли обратно в България.
След като не успява да остане в Македония Тимо Ангелов се включва към група, приготвяща бомби за предстоящото Илинденско-Преображенско въстание. Работилницата се намира в Пловдив, в къщата на Михаил Герджиков. За обекти на атентатите от Антон Прудкин са избрани корабите „Вашкапу“, „Аполо“, „Тенедос“ и „Феликс Фресине“. На 26 юли 1903 година, докато се прави поредната бомба, чиято цел е терористичната атака на пристанището в Цариград, става екплозия, която убива Тимо Ангелов, Милан Попмихайлов, трети революционер и една жена. Поради нещастния атентат в Пловдив пропадат плановете Милан Попмихайлов и Тимо Ангелов да се върнат с нова чета в Тиквешията, с която да прехвърлят снаряжение и взривни материали за въстанието.